# Trinidad (Insel)
Trinidad (spanisch für „Dreifaltigkeit“) ist eine Insel im Karibischen Meer und die größte Insel der Kleinen Antillen sowie ein Teil des Territoriums des Inselstaates Trinidad und Tobago.

## Geographie
Die Insel liegt wenige Kilometer vor Venezuela auf dem südamerikanischen Kontinentalschelf östlich der Halbinsel Paria (durch den Golf von Paria getrennt) und nördlich des Orinoco-Deltas (getrennt durch die Meerenge Boca de la Serpiente). Etwa 30 km nordöstlich befindet sich die kleinere Insel Tobago.
Die Insel Trinidad ist im Unterschied zu den übrigen Inseln der Region nicht vulkanischen Ursprungs, sondern war einst ein Teil des südamerikanischen Festlandes. Ihre Oberfläche ist stark strukturiert: Auf der 4821 km² großen Insel Trinidad gibt es drei von Ost nach West verlaufende Gebirgszüge, deren nördlicher (Northern Range) bis zum 940 m Cerro del Aripo aufragt. Im Norden herrscht tropischer Regenwald, im Süden Savanne bzw. Kulturland vor.
Das tropische Klima prägen Tagestemperaturen von rund 30 °C, nachts fällt die Temperatur auf 20 °C. Der Hauptteil des mit 2000 mm moderaten Jahresniederschlags geht zwischen Juni und Oktober nieder.
Zwischen der venezolanischen Halbinsel Paria im Westen und der nordwestlichen Halbinsel Trinidads im Osten (Chaguaramas) liegen die Bocas Islands, fünf kleine Inseln: Chacachacare, Huevos, Monos, Gaspar Grande und Little Gasparee. Südlich von Chaguaramas befinden sich die kleinen Inseln Cronstadt Island und Carrera Island (eine Gefängnisinsel) sowie die Five Islands.

## Bevölkerung
2011 gab es 1.267.145 Einwohner.
Wie überall in der Karibik, wo Plantagenwirtschaft betrieben wurde, beruhte diese auf der brutalen Ausbeutung von Sklaven. Mit der Abschaffung der Sklaverei in den britischen Kolonien im Jahr 1834 wurden die Sklaven durch Kontraktarbeiter ersetzt, die vor allem aus Britisch-Indien stammten. Die Arbeits- und Lebensbedingungen dieser Kontraktarbeiter unterschieden sich nur unwesentlich von der Sklaverei.
50 % der Bevölkerung auf Trinidad sind Nachfahren der afrikanischen Sklaven. Etwa 40 % sind Nachfahren indischer Kontraktarbeiter, ungefähr 10 % anderer Herkunft. Neben den Christen, die etwa 40,3 % (29,4 % Katholiken, 10,9 % Anglikaner) ausmachen, gibt es etwa 23,8 % Hindus, 5,8 % Muslime sowie kleine jüdische Gemeinden.
Die Hauptstadt von Trinidad und Tobago ist Port of Spain. Die größte Stadt ist hingegen Chaguanas mit mehr als 80.000 Einwohnern. 
Amtssprache des Staates Trinidad und Tobago ist Englisch. Gesprochen wird Trinidad English Creole, ein Dialekt. Aussterbende Sprachen sind das im Zuckergürtel in Zentraltrinidad noch als Zweitsprache anzutreffende Caribbean Hindustani sowie Antillen-Kreolisch (das sogenannte „Patois“) in einigen Bergdörfern.

## Geschichte
Als erste keramische Kultur besiedelten die Saladoiden das zum Festland gehörige Trinidad. Sie hatten bis zu ihrer Verdrängung durch die Taíno im 7. bis 9. Jahrhundert n. Chr. über die gesamten Antillen ein Handelsnetz gespannt, das auch das nördliche Südamerika mit einschloss. Spuren der Saladoiden finden sich unter anderem in Blanchisseuse. Vor etwa 1500 Jahren trennte eine Flut das Gebiet vom übrigen Festland und machte Trinidad zur Insel. Eine Legende der Warao-Indianer, die von der Flut erzählt, konnte durch Geologen bestätigt werden.
Die Insel wurde am 31. Juli 1498 von Kolumbus auf seiner dritten Reise entdeckt. Kolumbus benannte die Insel angesichts dreier Berggipfel Trinidad, was so viel heißt wie Dreieinigkeit (Trinität). Ab 1552 stand Trinidad unter spanischer Herrschaft und blieb für rund 250 Jahre im Besitz der spanischen Krone.
Im Spanisch-Englischen Krieg als Teil der Koalitionskriege wurde Trinidad im Februar 1797 von den Briten unter Sir Ralph Abercromby kampflos besetzt und wurde ihnen 1802 im Frieden von Amiens formell bestätigt. 1801 wurden Gefangenen aus dem Karibenkriegen (Garifuna) durch Admiral John Thomas Duckworth von St. Vincent nach Trinidad deportiert. Ab 1889 wurden Trinidad und das inzwischen ebenfalls britische Tobago als eine gemeinsame britische Kolonie „Trinidad und Tobago“ mit Verwaltungssitz in Port of Spain verwaltet; seitdem teilen die beiden Inseln dieselbe politische Geschichte.
1956 erhielt die Kolonie ein eingeschränktes inneres Selbstverwaltungsrecht. Von 1958 bis 1962 gehörten „Trinidad und Tobago“ der Westindischen Föderation an.
1962 wurde Trinidad und Tobago als eigenständiger Staat innerhalb des britischen Commonwealth in die Unabhängigkeit entlassen.

## Wirtschaft und Infrastruktur
Seit Beginn der kommerziellen Erdölförderung 1910 sind Förderung und Verarbeitung von Erdöl und Erdgas die wichtigsten Wirtschaftsbereiche. Billige Energiequellen werden für die Metallverhüttung genutzt. Auf Trinidad befindet sich das größte natürliche Asphaltvorkommen der Welt, der so genannte La Brea Pitch Lake.
Port of Spain besitzt den wichtigsten Hafen der Insel.
Auf der gesamten Insel herrscht Linksverkehr.
Das Schienennetz der Trinidad Government Railway wurde bis 1968 stillgelegt.

## Kultur
Trinidad ist nicht nur die Geburtsstätte der Steelpan, sondern auch des Calypso, des Chutney, des Limbo, des Rapso und des Soca. Trinidad feiert den nach dem in Rio de Janeiro zweitbedeutendsten Karneval der Welt.